# Cnemathraupis aureodorsalis
Cnemathraupis aureodorsalis é uma espécie de ave da família Thraupidae.
É endémica do Peru.
Os seus habitats naturais são: regiões subtropicais ou tropicais húmidas de alta altitude.
Está ameaçada por perda de habitat.